# René Jamm

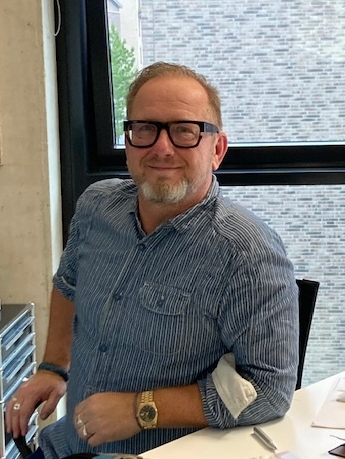
René Jamm 2022

René Jamm (* 13. September 1963 in Düsseldorf) ist ein deutscher Fernsehproduzent bei der Warner Bros. International Television Production GmbH und Dozent unter anderem an der Filmakademie Baden-Württemberg, der internationalen Filmschule Köln und der Hochschule Fresenius für fiktionale und non-fiktionale TV-Unterhaltung.

## Biografie
René Jamm wurde 1963 in Düsseldorf geboren und verbrachte den Großteil seiner Kindheit im Ruhrgebiet, wo er seine schulische Laufbahn 1982 mit dem Abitur abschloss. Er studierte Politikwissenschaft und Völkerrecht an der Johannes-Gutenberg-Universität in Mainz. Neben dem Studium arbeitete er als Autor und Redakteur für das ZDF. Sein Studium schloss er 1991 mit dem Magister Artium in Politikwissenschaften, Rechtswissenschaften und Sozialwissenschaften ab.
Mit Anfang 20 gründete Jamm 1983 in Wiesbaden zusammen mit Thomas Fügen und Peter Werse seine eigene Produktionsfirma Dreizack TV, die sich auf Magazinbeiträge und Unterhaltung spezialisierte. Im Jahr 1995 gründete er gemeinsam mit Bettina Stelzig eine weitere Firma, Blind Vision Media, die sich auf die Entwicklung von TV-Serien und Comedy-Shows konzentrierte. In dieser Zeit zog er nach Köln und er entwickelte als Executive/Creative Producer für die Atlantik Media die neue Talkshow Schreinemakers Live. Danach folgte die Entwicklung und Produktion der täglichen Talkshows Ilona Christen und Sabrina. Jamm adaptierte für den deutschen Markt im Auftrag von Grundy/Freemantle außerdem internationale Gameshows und Varietéshows wie Jeder gegen Jeden, Single out, Night Fever und Hot Streak.
Anfang 2000 war er als Executive Producer mitverantwortlich für den Start der deutschen Reality Show Ich bin ein Star – Holt mich hier raus! für RTL. In den Jahren 2004 bis 2007 produzierte er ebenfalls für Sony Television die fiktionalen Serien Alles Atze und Die Camper. Es folgten erfolgreiche Serien und Fernsehfilme, die er sowohl umsetzte als auch mit entwickelte wie Pastewka, Ladyland, „Axel“, „Worst Week Of My Live“, „Liebesleben“ und „Madame Fingerhut“ für Sony, ITV und Brainpool.
Seit Anfang 2010 ist er Lehrbeauftragter der Filmakademie Baden-Württemberg, Hochschule Fresenius und ist im Fachbeirat der IFS - Master Entertainment Producing.
In den Jahren 2009 bis 2012 war Jamm bei Eyeworks als Creative Director Fiction & Entertainment tätig. Seit September 2012 ist er Managing Director von Warner Bros ITVP Deutschland GmbH und Warner Bros. ITVP Switzerland GmbH.
René Jamm ist verheiratet, Vater zweier erwachsener Kinder und lebt in Köln.

## Filmografie (Auswahl)

### Fiktionale Projekte
- Wilsberg (ZDF)
- Marie Brand (ZDF)
- Friesland (ZDF)
- Maria Wern, Kripo Gotland (ARD)
- Beste Schwestern (RTL)
- Tatort: Tod und Spiele (ARD)
- Die Lobbyistin (ZDFneo)
- You Are Wanted (Gemeinschaftsproduktion mit WB Ent. und Pantaleon)
- Frau Temme sucht das Glück (ARD)
- Die Kuhflüsterin (ARD)
- 2 Freundinnen (ARD)
- Diese Kaminskis – Wir legen Sie tiefer! (ZDFneo)
- Zwei mitten im Leben (ZDF)
- Der große Schwindel (ZDF)
- Die LottoKönige (WDR)

### Non-Fiktionale Projekte
- Bares für Rares Bares für Rares (ZDF)
- Bares für Rares - Lieblingsstücke (ZDF)
- Horst Lichter sucht das Glück (ZDF)
- Der Bachelor (RTL)
- Der Bachelor (Schweiz)
- Die Bachelorette (RTL)
- Bachelor in Paradise (RTL)
- First Dates
- First Dates Hotel
- Mann, Sieber!
- nate light (ZDFneo)
- Dein bestes Stück - Gebracht, gemacht (DMAX)
- Ranking the Stars (SAT1)
- Game of Games (SAT 1)
- Becker, der Entdecker (WDR)
- Countdown für Europa (NITRO)
- Einstein Junior (RTL)
- Die Küchenchefs (Vox)
- Rach, der Restauranttester (RTL)
- Leider laut (KIKA), Grimme-Preis 2020, Nominierung Goldener Spatz 2020
- Leider lustig (KIKA), Nominierung Goldener Spatz 2019, Nominierung Goldener Spatz 2017
- Occupy School (KIKA)
- Dr. Feld hilft (ZDF)
- Real cool runnings (Vox)
- In deutschen Betten (ZDFneo)
- Schwiegertochter gesucht (RTL)
- Reset-Zurück ins Leben (RTL)
- Ohne Garantie (ZDF)
- Große Städte, große Träume (ZDFneo)
- Adam sucht Eva (RTL)
- Switch Reloaded (ProSiebenSat1)
- Big in LA (Vox)
- Ausgekokst - Mein Drogentrip (ZDFneo)
- Disney Magic Moments (Disney)
- Goodbye Deutschland (Vox)
- Extrem schwer - mein Weg in ein neues Leben (RTL II)
- Beate und Irene – das hat die Welt noch nicht gesehen (RTL)
- Hape Kerkeling Live (RTL)
- Cougars - Liebe kennt kein Alter (RTL II)
- Little Big Stars mit Thomas Gottschalk (Sat1)
- Koch im Ohr (ZDF)
- Blond nachgefragt - hallo deutschland (ZDF)
- Wie genial ist das denn? (SAT1)